# Ooencyrtus moneilemae
Ooencyrtus moneilemae är en stekelart som beskrevs av Charles Joseph Gahan 1925. Ooencyrtus moneilemae ingår i släktet Ooencyrtus och familjen sköldlussteklar. Inga underarter finns listade i Catalogue of Life.